# Fietserpad
Het Fietserpad is een niet-bewegwijzerde fietsroute door Nederland. Het is het fietsalternatief voor het bekende wandelpad Pieterpad van de Sint-Pietersberg in Zuid-Limburg naar Pieterburen aan de Waddenzee. De fietsroute is ontstaan in 1998 en is 575 km lang, als initiatief van een reisbureau om fietsvakanties aan te kunnen bieden.
Er werd ook een andere terugtocht voor fietsers bedacht, dit werd de Tien-provinciënroute. Deze eveneens niet-bewegwijzerde route volgt een ander traject en kwam uit in 2000. Ze is 623 km lang.
In 2021 werden beide routes samengevoegd tot het Nieuwe Fietserpad waardoor er een ronde door Nederland gefietst kan worden. 